# Sphyraena jello
Sphyraena jello är en fiskart som beskrevs av Cuvier 1829. Sphyraena jello ingår i släktet Sphyraena och familjen Sphyraenidae. Inga underarter finns listade i Catalogue of Life.